# نهاريا
نهاريا (بالعبرية: נהריה أي «ذات النهر») هي مستوطنة إسرائيلية على شاطئ البحر الأبيض المتوسط شمالي غربي فلسطين، تقع بين مدينة عكا والحدود اللبنانية. تأسست المدينة في 1935 في فترة الانتداب البريطاني على فلسطين، على يد يهود لجؤوا ألمانيا عند بداية ملاحقة اليهود فيها من قبل الحكم النازي. تم تسمية المدينة نسبة إلى نهر جعتون الذي يمر في قلب المدينة. يسكن المدينة اليوم 50 ألف نسمة تقريبا معظمهم الساحق من اليهود، وتمتد على مساحة 10.23 كم مربع.
اشترى مؤسسي نهاريا الأراضي التي أقاموا عليها البلدة من آل تويني البيروتية وقد دفعوا مبلغ 34 ألف جنيه فلسطيني مقابل 2400 دونم قرب مصب نهر جعتون. كانت نية المؤسسين الأولى أن يرتزق السكان من الزراعة ولكن محاولة إقامة المزارع في نهاريا فشلت، فقرر السكان جعل نهاريا موقعا سياحيا حيث أقاموا فنادق ومقاهٍ. كان أول الضيوف في نهاريا من أبناء عائلات الموظفين والجنود البريطانيين الذين بحثوا عن أماكن لتسلية بأسلوب أوروبي.
في السنوات التالية أقيم في نهارية مصنعين غذائيين - «شتراوس» لصناعة المنتجات اللبنية و«زوغلوفك» لصناعة النقانق - الذين أصبحا من أكبر المصانع الإسرائيلية في مجال الغذاء. في 1941 حصلت نهاريا على مكانة «مجلس محلي» من سلطات الانتداب البريطاني، نسبة إلى ازدياد عدد سكانها.
في خطة تقسيم فلسطين بقيت نهاريا داخل المنطقة التي كانت موعودة للدولة العربية إذ كانت محاطة ببلدات عربية. بعد إقرار الخطة في جلسة الجمعية العامة للأمم المتحدة بدأ سكان نهاريا يستعدون لإقامة جهاز حكم ذاتي داخل البلدة. في حرب 1948 حاصرت القوات العربية البلدة ولكن القوات اليهودية نقلت إليها التموين من حيفا عن طريق البحر. انتهى الحصار على نهاريا بعد احتلال مدينة عكا من قبل القوات اليهودية في مايو 1948.
في 1951 أقيم على شاطئ البحر قرب نهاريا مصنع «إيتانيت» لصناعة مواد بناء من أسبستوس. كان المصنع مصدرا معاشيا رئيسيا لسكان المدينة حتى أثبتت الأبحاث خطورة استعمال الأسبستوس. تقلص استخدام هذه المادة في البناء حتى أغلق المصنع في 1997. اليوم تبحث بلدية نهارية في طرقات لإزالة بقايا الأسبستون إذ تشير الأبحاث إلى ارتفاع نسبة المصابين بأمراض مسببة من هذه المادة من بين سكان المدينة والبلدات المجاورة لها.
في 1961 حصلت نهاريا على مكانة «مدينة» من الحكومة الإسرائيلية.

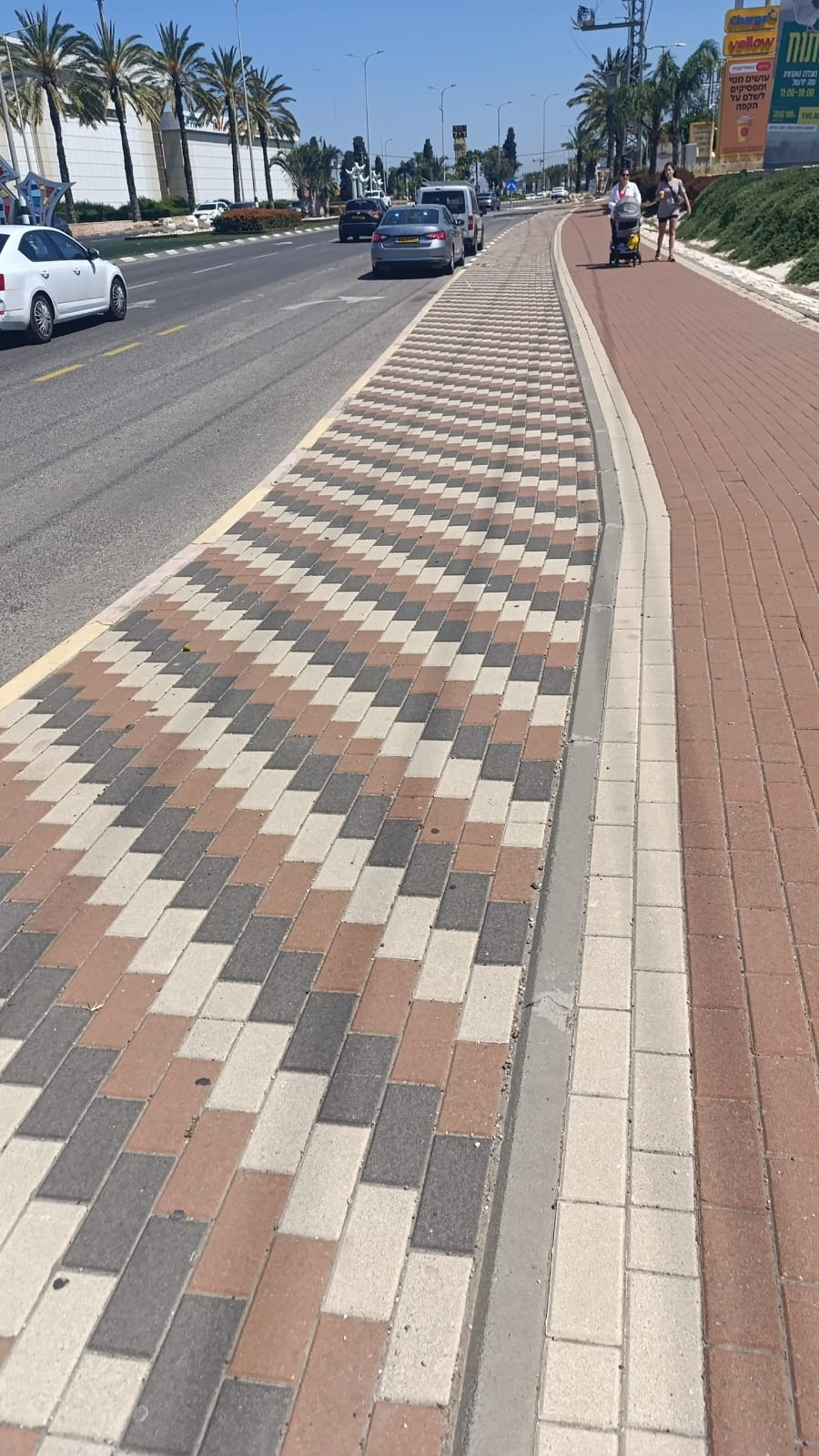
شارع في نهاريا

منذ السبعينات عانت المدينة من التصعيد في الصراع العربي الإسرائيلي، وتعرضت للهجمات المتكررة بصواريخ «كاتيوشا» من قبل منظمات لبنانية وفلسطينية، وكانت مسرحا لعملية نهاريا التي نفذتها مجموعة بقيادة سمير القنطار عام 1979.